# Logania samosata
Logania samosata är en fjärilsart som beskrevs av Hans Fruhstorfer 1914. Logania samosata ingår i släktet Logania och familjen juvelvingar. Inga underarter finns listade i Catalogue of Life.